# Cuq (Lot-et-Garonne)
Cuq (okzitanisch: Cuc) ist eine französische Gemeinde mit 280 Einwohnern (Stand: 1. Januar 2022) im Département Lot-et-Garonne in der Region Nouvelle-Aquitaine. Die Gemeinde gehört zum Arrondissement Agen und zum Kanton Le Sud-Est Agenais. Die Einwohner werden Cuquois genannt.

## Geografie
Cuq liegt etwa zwölf Kilometer südsüdöstlich von Agen. An der östlichen Gemeindegrenze verläuft der Fluss Auroue, im Westen der Estressol mit seinem Zufluss Les Marenques. Umgeben wird Cuq von den Nachbargemeinden Fals im Norden und Nordwesten, Caudecoste im Norden, Dunes im Osten, Gimbrède im Süden sowie Astaffort im Westen und Südwesten.

## Bevölkerungsentwicklung
| 1962                       | 1968 | 1975 | 1982 | 1990 | 1999 | 2006 | 2018 |
| -------------------------- | ---- | ---- | ---- | ---- | ---- | ---- | ---- |
| 277                        | 246  | 253  | 257  | 238  | 254  | 225  | 275  |
| Quellen: Cassini und INSEE |      |      |      |      |      |      |      |